# Tefé Holland
Tefé Holland es un personaje ficticio de la editorial de DC Comics. El personaje es la hija de Alec Holland/Swamp Thing y Abby Arcane Holland. 
Tefé fue originalmente un espíritu flotante llamado Sprout, que trató de encontrar un cuerpo de una persona recientemente fallecida; Finalmente le dieron un cuerpo a través de Abby Holland que tenía un bebé, que fue concebido a través de la Cosa del Pantano que posee a John Constantine y tener relaciones sexuales con ella. Debido a Constantine tener la sangre del demonio Nergal en sus venas en este momento, Tefe es también parte demonio. Ella finalmente se convirtió en un elemental de la Tierra como su padre, comenzando una línea de elementales humanos de la Tierra como una nueva Cosa del Pantano en Swamp Thing Vol. 3, teniendo todos los poderes de su padre, pero conservando una apariencia humana. 

## Historial de publicaciones
Ella aparece por primera vez como Sprout en Swamp Thing # 65 (1987). Ella es llevada más adelante en la cosa 90 del pantano (1989) como Tefé, nombrada después de la ciudad brasileña de Tefé, hogar del Parlamento de árboles.

## Biografía ficticia del personaje
Creyendo que Alec Holland, la Tierra elemental conocida como Cosa del Pantano, estaba muerta, la conciencia colectiva de la naturaleza conocida como el Verde creó un nuevo protector en forma de un brote joven. Cuando el Green descubrió que Holland todavía estaba vivo, ordenaron que este Sprout ahora redundante fuera ejecutado. Un alivio llegó en la forma de Hellbound mago John Constantine. Alec habitó el cuerpo de Constantine para impregnar a su esposa humana, Abigail Arcane Cable Holland, con la semilla de este brote. Cubierto en la carne y sangre de un niño, este primer elemental humano recibió el nombre de Tefé con la habilidad de manipular tanto la vegetación como la carne en una escala elemental.
The Swamp Thing (Alec Holland) y Abby Holland esperaban que su hijo fuera un mejor elemental, capaz de reparar la grieta entre los dos mundos. Los días más felices de la vida de Abby fueron cuando ella estaba embarazada de ella. La nombraron después del río que fluye del parlamento de la arboleda de los árboles. Pero algo salió mal. El Parlamento, compuesto por elementales de la Tierra retirados, parecía volverse loco. Querían convencer a Tefé de que su verdadera misión era castigar a los humanos por crímenes contra la naturaleza. Swamp Thing no lo permitía, pero una parte de Tefé creía verdaderamente que su destino era destruir a la raza humana. Asustada y confundida, desapareció poco después. Durante más de un año, Abby no tenía ni idea de dónde estaba. Debido a esto, Swamp Thing y Abby decidieron separarse.
Después de meses de vivir el tipo de existencia normal y aburrida que Abby pensó que quería, decidió encontrar a su hija y traerla de vuelta a su vida. Abby pasa más de un año después de conducir hasta que ella la pista hacia abajo a un Westlake, Ohio. Para su sorpresa, encuentra a su marido esperando por ella y se vuelven a juntar. Pero este fue un mal momento, porque encontraron que Tefé ha fusionado un grupo de madereros manos y pies juntos y los han amarrado como grandes muñecos de papel hasta que sangraron unos en otros.
En este punto, la pareja se da cuenta de que van a tener que obtener alguna ayuda externa. Ellos creen que la única persona que puede ayudarlos es John Constantine. Les dice que el poder de Tefé es demasiado poderoso para ser simplemente destruido. El poder del Verde es demasiado para cualquier niño manejar y ella podría destruir el mundo antes de que el poder finalmente la destruya. Constantine decide que sus poderes no pueden ser removidos, pero pueden ser suprimidos ... a costa de una vida humana. John puede borrar los recuerdos de Tefe, pero ellos necesitan cambiarla con otra niña y ponerla en un mundo nuevo con una nueva vida y una nueva familia que la amará como propia, o Tefé volverá a su antiguo ser. Ellos eligen a Mary Conway, una niña ya terminalmente enferma, días después de morir. Constantine borra temporalmente los recuerdos de Tefé, Swamp entonces manipula los poderes de Tefé para darle la apariencia exacta de María. Su cuerpo fue transformado hasta la última celda.
La verdadera naturaleza de Tefé fue reavivada, ya que asesinó a dos de los amigos de la chica Conway y utilizó sus poderes para crear un simulacro sin vida de María, presumiblemente para convencer a Alec y Abby de que su hija estaba muerta. Rechazando pagar la lealtad ciega al Verde o a la humanidad, Tefé ahora está buscando algo en lo que pueda confiar para decirle cuál es su verdadero propósito. Está dispuesta a destruir cualquier cosa que se interponga en su camino.
Cuando Tefé vuelve al Verde conoce a Knoll, una elemental elemental que la lleva a ver el Parlamento de los Árboles. Para su consternación, todo el Parlamento ha muerto. El Parlamento supuestamente inmortal empezó como árboles, pero al final, no eran diferentes de los humanos. Finalmente se volvieron locos con el poder y se desmoronaron en nada. Knoll le dice a Tefé que la razón por la que fue llevada aquí es darse cuenta de lo que sucede con las plantas que tratan de ser algo que no son y que es parte del Verde o es humana. Ya que Tefé tiene el poder de destruir a todos los hombres y mujeres y recuperar este planeta para las plantas, Knoll quiere usarla como un arma contra los humanos. Cuando se le pregunta qué lado elige, Tefé responde, "Mi propia", y se va.
Tefé entonces toma un trabajo en un barco de cangrejo, donde conoce a un hombre llamado Lawrence. Lawrence está tratando de escribir un libro usando Tefé como el personaje principal. Pero después de cuatro meses de intentarlo, decide que Tefé es demasiado unidimensional para ser el corazón de su historia. Él decide que a veces, lo mejor que un autor puede hacer para su historia es cortar la única cosa que más ama. Lawrence apuñala a Tefé y el compañero de equipo Hank. El capitán cree que su historia y Hank es ahorcado. El caos se produce cuando la esposa del capitán Cheryl cree que su marido es el asesino y culpó a Hank como una excusa para asesinarlo. Ella amenaza con matarlo, pero salta por la borda antes de que pueda. Cuando se da cuenta de que estaba equivocada, está a punto de suicidarse hasta que aparentemente Tefé vuelve de entre los muertos. Para salvarse de Tefé, Lawrence toma a Cheryl como rehén. Él termina tirándola a ella ya su hijo nonato y Tefé lo alimenta a los cangrejos. Ella intenta salvar a Cheryl con su poder, pero no puede hacerlo.
Tefé es el personaje destacado en la tercera serie de Swamp Thing de 2000 a 2001, lanzando la carrera de cómics del escritor de series Brian K. Vaughan. La serie duró 20 ediciones, con dos empate-en specials que ofrecía Tefé por Vaughan. También hace una breve aparición en The Books of Magic # 4, donde es vista en la batalla mágica final entre la luz y la oscuridad, siendo uno de los muchos posibles futuros mostrados a Tim Hunter.
Como su padre biológico John Constantine, Tefé es un personaje bisexual, actualmente con una amante lesbiana llamada Zaina. Esta relación se revela en Swamp Thing (cuarta serie) # 9 (2005), el primer número de la serie que será escrita por Joshua Dysart.

## Recibimiento
Brandon Thomas, de Silver Bullet Comic Books, sentía que la carrera de Brian K. Vaughan tenía "una caracterización increíblemente fuerte".